# إشتفان فيهير
إشتفان فيهير (بالمجرية: Fehér István)‏ هو مصارع هاوي مجري، ولد في 6 مارس 1954.

## وصلات خارجية
- إشتفان فيهير على موقع قاعدة بيانات المصارعة الدولية (الإنجليزية)
- إشتفان فيهير على موقع أوليمبيديا (الإنجليزية)
- إشتفان فيهير على موقع اللجنة الأولمبية المجرية (الهنغارية)